# فرزین پارسی‌کیا
فرزین پارسی‌کیا (زاده ۱۵ شهریور ۱۳۵۵) شاعر، نویسنده، ترانه‌سرا و روزنامه‌نگار ایرانی اهل تهران است. پارسی‌کیا از اوایل دهه هفتاد با انتشار آثارش در مطبوعات شروع به فعالیت هنری کرد. او یکی از مؤسسان گروه فرهنگی-ادبی پاراگراف است. او از سال ۱۳۹۷ اقدام به برپایی جلسه‌های نقد و کارگاه شعر آزاد با نام «درحضور شعر» کرد. پارسی‌کیا با انتشار کتاب فری موفری در سال ۱۳۹۷ در حوزه کتاب کودک فعالیت‌هایی داشته است.
فیلم مستند «رضا روزنامه» نخستین فیلم فرزین پارسی‌کیا در مقام نویسنده و کارگردان به‌شمار می‌رود. پارسی‌کیا در این فیلم زندگی و شغل روزنامه‌فروشی دوره‌گرد را به‌تصویر کشیده است. این فیلم در سال ۹۹ تولید شده است.

## آثار

### کتاب
- به‌ردیف میرزاعبدالله، ۱۳۹۴، نشر توس (کتاب شعر)، شابک ‎۹۷۸-۶۰۰-۵۶۵۲-۰۸-۶[۶][۷]
- به تیک ثانیه معتادم، ۱۳۹۵، نشر مانیاهنر (مجموعه شعر و عکس به‌همراه حمید جانی‌پور)، شابک ‎۹۷۸-۶۰۰-۹۷۰۵۹-۵-۵[۸][۹]
- انقراض راوی، ۱۳۹۶، نشر مانیاهنر (کتاب شعر)، شابک ‎۹۷۸-۶۰۰-۹۸۰۳۹-۴-۱[۱۰]
- لکنتی از گیسوانت، ۱۳۹۷ نشر شب چله (مجموعه شعر)، شابک ‎۹۷۸-۶۰۰-۷۹۱۶-۴۶-۹[۱۱]
- فری موفری، ۱۳۹۷، نشر حس آخر (داستان مصور کودکان)، شابک ‎۹۷۸-۶۲۲-۹۹۱۸۹-۲-۰[۱۲]
- ستاره یک شب تعطیل، ۱۳۹۷، نشر حس آخر (داستان مصور کودکان)، شابک ‎۹۷۸-۶۲۲-۹۹۱۸۹-۱-۳[۱۳]
- فیشرآباد، ۱۳۹۸، نشر حس آخر (مجموعه ترانه)، شابک ‎۹۷۸-۶۲۲-۹۹۱۸-۹۵-۱[۱۴]
- ستاره سحرآمیز ناپگ، ۱۳۹۸، نشر حس آخر (داستان مصور کودکان)،
- جراحت کلمه، ۱۳۹۹، نشر مروارید (کتاب شعر)، شابک ‎۹۷۸-۹۶۴-۱۹۱-۸۲۴-۰[۱۵]
- فرزین‌بند، ۱۴۰۴، نشر حس آخر (مجموعه شعر)، شابک ‎۹۷۸-۶۲۲-۷۷۸۳-۵۸-۲[۱۶][۱۷]

### مستند
«رضا روزنامه»، ۱۳۹۹، نویسنده و کارگردان (فیلم مستند)